# Mortier M1935

Le mortier Modèle 1935 de 81,4 mm fut réglementaire dans l'Armée de terre italienne durant la Seconde Guerre mondiale.
Largement inspiré du mortier Mle 27/31 français, le M1935 italien fut largement utilisé lors des combats en région montagneuse.